# しんきろうロード
しんきろうロードは、富山県魚津市の海沿いを通る道路の通称である。建設時は『ホタルイカしんきろうロード』という愛称もあった。
総延長は約6kmで、大半のルートが主要地方道魚津生地入善線、それ以外は市道となっている（魚津補助港 - 魚津港の間1,200mは運輸省（現・国土交通省）が港湾施設として建設された）。道路沿いは蜃気楼の出現スポットとして有名であり、毎年4～5月やじゃんとこい魚津まつりの花火大会の時は、混雑する。富山県道375号富山朝日自転車道線（しんきろう自転車道、幅員3m）が並行して通っている（同道路では魚津市立道下小学校が毎年マラソン大会を開いている）。一部は魚津しんきろうマラソンの時にハーフマラソンのコースとなる。
日本カーバイド工業魚津工場の海側を通る道は、当初は同工場から土地提供を拒否されたため、海上架橋での建設も検討されたが、陸上に比べ数十倍の工事費がかかることが判明している。その後用地問題を含め、解決の見通しとなったため、予定通り陸上での建設となった。
2019年12月4日現在、2020年度に日本風景街道へ登録することを目指していた。2020年3月13日に登録された（全国144番目、北陸地方14番、富山県内3番目の登録）。

## 概要
- 始点：魚津市三ケ（魚津市港町と紹介される事がある）
- 終点：魚津市寿町

途中には海岸から北アルプスや能登半島が望めるよう、いくつか駐車場が設けられている（北鬼江 - 経田間は2箇所に設けられた）。

## 沿革
かつて海岸線には細い農道しか無かったが、県道の交通渋滞緩和を目的に1970年頃から整備が進められてきた。
- 1972年度 - この年より経田漁港の周辺整備事業として、経田漁港側から順次建設に着手。当初は産業振興事業の性格を持たせながら市道として建設され[10]、その後富山県へ工事が移管された[3]。
- 1973年度 - 北鬼江 - 経田西町間（1,700m）が、国の補助を受けながら年次計画で工事に着手する[11]。
- 1979年12月25日 - この日までに1,500mの区間の舗装工事が完了[8]。
- 1980年12月16日 - この日までに2,500m分が完全舗装にて完成[3]。
- 1982年 - 本新 - 北鬼江間の事業を開始[4]。
- 1984年 - 県道のバイパスとして、日本カーバイド工業魚津工場の裏手まで開通[12]。
- 1992年4月28日 - 日本カーバイド工業魚津工場の海側1.05kmが開通[13]。なお、同道路開通時点で北鬼江以北の区間は開通済みであった[4]。

## ルートについて
魚津港～経田漁港の間を通る道と紹介されることがあるが、ここでは、魚津市の海岸沿いを通る道全般について述べる。
富山県道1号富山魚津線を早月川の橋（早月橋）を渡って魚津方面に向かい、2つ目の信号機で左折。入ってすぐに海沿いの道となる。ここからは魚津港（北地区）まで右に魚津市街、左に富山湾のルートが続く。
魚津港以東から経田漁港付近までは、制限速度が50キロの大型道路となる（この道を正式なしんきろうロードと紹介する事がある）。右側にはサイクリングロードが通っている。
北鬼江東交差点以東からは、沿線にいくつか休憩所や駐車場がある。このうち北鬼江東交差点付近の休憩所には1991年に完成した高さ7.5mの『懐かしの灯台塚』という、戦前に角川尻に所在していた魚津燈台をモデルとした休憩所があり、蜃気楼展望地としても利用できたが、2014年3月に撤去された。
経田漁港沿いに入ると制限速度も40キロとなり、一時停止標識のある交差点で右折（かつては手前に8号線への案内標識もあったが、現在は撤去されている）、富山県道2号魚津生地入善線と合流し、終点となる。
沿線にはカラフルな外壁の洒落た喫茶店やレストランも立ち並び、1991年当時は若いカップルのデートコースの一つとなっていた。車での所要時間は約10 - 15分程である。

## 重複、接続する県道
- 富山県道1号富山魚津線（接続）
- 富山県道129号魚津停車場線
- 富山県道2号魚津生地入善線（重複（港町～経田西町））

## 道路沿いにある観光地
- 魚津水族館
- ミラージュランド
- 魚津埋没林博物館
- 海の駅蜃気楼
- ありそドーム

## 補足
当初から風景地区に指定されていた一方、緑地にペットの墓を設置するという問題も生じていた。
2018年8月に、終点側の経田漁港付近から北側に約900m延伸して片貝川に新しい橋（約200m）を架け、黒部市側の湾岸道路に接続する計画を発表し、2019年7月11日に、2019年度中に橋（206m）と道路の予備設計を終え、2020年度より整備に着手することが発表された。2034年度に完成予定。